# Magsaysay (Davao del Sur)
Magsaysay ist eine philippinische Stadtgemeinde in der Provinz Davao del Sur. Sie hat 53.876 Einwohner (Zensus 1. August 2015).
Ebenso wie in großen Teilen des ländlichen Gebiets der Provinz Davao del Sur basiert in Magsaysay ein Großteil der Wirtschaft auf dem Anbau von Reis.

## Baranggays
Magsaysay ist politisch in Baranggays unterteilt.
| - Bacungan - Balnate - Barayong - Blocon - Dalawinon - Dalumay - Glamang - Kanapulo - Kasuga - Lower Bala - Mabini | - Malawanit - Malongon - New Ilocos - Las Vegas - Poblacion - San Isidro - San Miguel - Tacul - Tagaytay - Upper Bala - Maibo - New Opon |

## Söhne und Töchter
- Ronald Lunas (1966–2024), philippinischer Geistlicher, Bischof von Pagadian